# Пагода храму Цишоу
Пагода храму Цишоу (кит. спр. 慈寿寺塔, піньїнь: Císhòu Sì Tǎ, акад. Цишоу) — китайська пагода з каменю та дерева, побудована у 16 столітті біля буддійського храму Цишоу в Баличжуані, тодішньому передмісті Пекіна. Це восьмикутна пагода висотою 50 м (164 фт.), зі складним декоративним різьбленням, 13 поверхами з декоративними балконами та шпилем.

## Опис
Пагода побудована в 1576 при Мін (1368-1644), за вказівкою імператриці Лі в правління Ваньлі (1572-1620). Пагода Цишоу виконана за зразком пагоди храму Тяньнин у Пекіні. Різьблені карнизи пагоди виконані в сталі, що панував при Ляо і Цзінь.
Хоча храм Цишоу був зруйнований (згорів у пожежі і не був відбудований), пагода збереглася дуже добре, якщо не рахувати природне вивітрювання рельєфів.
Основа пагоди символізує Сумеру, на рельєфах зображений Будда, лотус та інші прикраси. Верхня частина пагоди прикрашена орнаментом, що зображує китайські музичні інструменти, наприклад Цисяньцінь. Стилізовані доугуни ( zh:斗栱) висічені між карнизами пагоди, вони «успадковані» від класичної китайської дерев'яної архітектури.

### Англійською
- Cishou Temple Pagoda at China.org.cn